# Idaho Springs (Colorado)
Idaho Springs es una ciudad ubicada en el condado de Clear Creek en el estado estadounidense de Colorado. En el año 2010 tenía una población de 1717 habitantes y una densidad poblacional de 635,9 personas por km².

## Geografía
Idaho Springs se encuentra ubicada en las coordenadas 39°44′33″N 105°30′52″O / 39.74250, -105.51444.

## Demografía
Según la Oficina del Censo en 2000 los ingresos medios por hogar en la localidad eran de $39,643, y los ingresos medios por familia eran $48,790. Los hombres tenían unos ingresos medios de $35,446 frente a los $22,688 para las mujeres. La renta per cápita para la localidad era de $20,789. Alrededor del 6.7% de la población estaba por debajo del umbral de pobreza.